# 堀田正盛
堀田 正盛（ほった まさもり）は、江戸時代初期の大名、老中格、老中、御側 / 大政参与。武蔵川越藩主、信濃松本藩主、下総佐倉藩初代藩主。堀田家宗家初代。
堀田正吉の長男。母は稲葉正成の娘。
母は正成が最初の妻との間に儲けた女子であり、正成の2度目の妻が春日局であるため、正盛は春日局の義理の孫にあたる。稲葉正勝は母方の叔父にあたる。

## 出自
堀田氏は本姓紀氏であり、尾張中島郡の国人として、斯波氏・織田氏に服属した幕下層であったことは確実である。天正10年（1582年）6月の本能寺の変後は豊臣秀吉に臣従したが、『寛政重修諸家譜』などでは堀田氏が豊臣恩顧の家柄であったことを明白に記すことを避けており、記述は乏しい。
堀田正貞の庶子・正秀は前田利家に仕えた。その惣領の正吉は小早川秀秋の家臣となったが、秀秋が改易された慶長7年（1602年）から、幕府に召し抱えられた慶長10年（1605年）までの3年間の正吉の足跡については『寛政重修諸家譜』に記述がなく、伯父の堀田道空が重臣として仕えた豊臣秀頼の城地・大坂に身を寄せたとする説が有力である。こののち正吉は幕臣となり700石の旗本となったが、大坂の陣では伯父を敵に回しながら奮戦して1000石に加増された。その家督を継いだのが正盛である。

## 生涯

### 家光の側近
正盛は、継祖母・春日局が乳母を務めた徳川家光が3代将軍となると近習に取り立てられ、酒井重澄と並ぶ寵臣として短時日において破格の出世に至る。
寛永3年（1626年）には小姓組の番頭となる。この当時は4000石から5000石級の旗本の任だったが、同年中に相模及び常陸国内にあった計5000石の領地に加えて、上野国内にも新恩5000石を与えられ、譜代大名として諸侯に列する。寛永10年（1633年）3月23日に松平信綱らと共に六人衆（後の若年寄）となると、その後に相模・常陸・甲斐にそれぞれ5千石を得て、2万5千石で城主格となる。
その後も家光に深く寵愛され、寛永12年（1635年）3月1日に老中に就任し、3万5千石をもって武蔵川越藩主となり、はじめて城主となる。
寛永15年（1638年）3月8日、6万5000石を加増されて10万石となり信濃松本藩に転封、老中の実務を免ぜられて家光の御側に回り、中根正盛と共に老中のまま大政参与となり家光を輔佐した。幕政に参画していたため松本藩の藩政にはほとんど関与せず、入国したのも入封した年の1回のみである。
寛永19年（1642年）7月16日には1万石を加増されて下総佐倉藩に転封、母方の従弟に当たる相模小田原藩主稲葉正則の後見も務めた。

### 殉死と死後
家光の死去にともない、慶安4年（1651年）4月20日に阿部重次と共に殉死した。享年44。
正盛の殉死については『元延実録』という史料に詳しく書かれている。
```
家光が死去した同日夜、子の正信と正俊を呼び寄せ、「私は元々小身の者であったが、御取立てに預かって大名となり、また常に側近に侍することができた。偏に御重恩によるものである。だから今日お供をする。これからのちくれぐれも忠勤を励むように」と遺言を伝えると、息子らを去らせて、1人静かに切腹した。
```

辞世は、
- 「ゆくかたは くらくもあらし 時をゑて　うき世の夢の 明ほのゝそら」
- 「さりともと おもふもおなし ゆめなれや　たゝことの葉そ かたみなるらむ」

墓所は東京都品川区の東海寺。
佐倉藩は長男の正信が継いだが、万治3年（1660年）に幕政批判と無断帰国をしたため改易された。正信は預かり先で自刃したが、後に嫡孫の正休が近江宮川藩主となった。次男の脇坂安政は外様大名の信濃飯田藩主脇坂安元の養子となり、播磨龍野藩に転封された。三男の正俊と四男の正英は幕閣に入り、正俊は大老に、正英は若年寄に任じられた。後に正俊の子孫は佐倉藩に戻り、安政の子孫も譜代大名に昇格、正信の子孫と共に明治維新を迎えた。

## 系譜
- 父：堀田正吉（1571年 - 1629年）
- 母：稲葉正成の娘
- 正室：あぐり - 酒井忠勝の娘
  - 長男：堀田正信（1631年 - 1680年）
  - 次男：脇坂安政（1633年 - 1694年）
  - 三男：堀田正俊（1634年 - 1684年）
  - 四男：堀田正英（1638年 - 1688年）
  - 五男：南部勝直（1642年 - 1659年）